# パリ・バレー

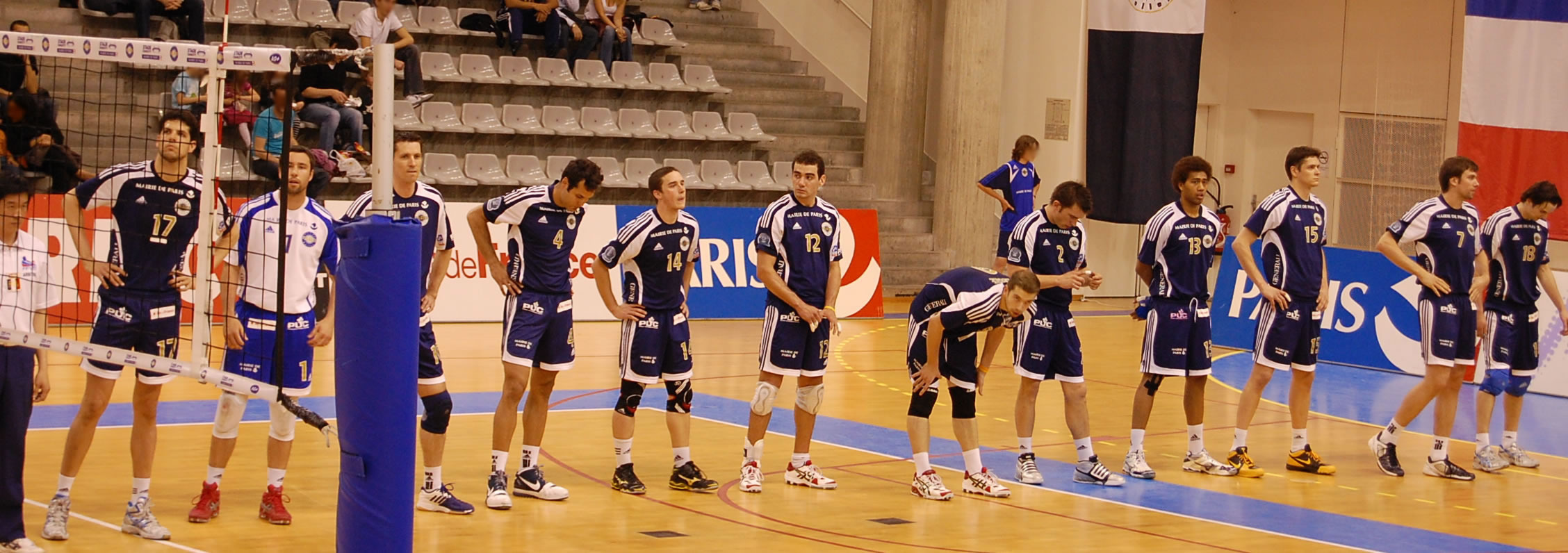
パリ・バレー 2008-2009

パリ・バレー（Paris Volley）は、フランス・パリを本拠地とする男子バレーボールクラブ。

## 歴史
1998年7月30日、パリ・バレー創設。パリUCの男子バレーボール部門とPSGアニエールの合併により誕生し、同年プロA（当時）へ参入した。
1999年にカップ初優勝、2000年にリーグ初優勝、同年CEVカップ優勝を飾る。2001年にはリーグ優勝、カップ優勝と、フランスのバレーボールクラブとして初めて欧州チャンピオンズリーグで優勝を飾った。リーグAでは2000年代に8度のリーグ優勝を達成しており、安定した強さを発揮している。

## 主な成績
フランスリーグ
- 優勝：2000、2001、2002、2003、2006、2007、2008、2009

 フランスカップ
- 優勝：1999、2000、2001、2004

 欧州チャンピオンズリーグ
- 優勝：2001

 CEVカップ
- 優勝：2000

## 歴代所属選手
- ステファン・アンティガ
- ユベール・エノ
- フランツ・グランボルカ
- オリベル・キフェール
- ビクトル・リベラ
- マルクス・ニルソン
- 本間隆太
- 福澤達哉
- 宮浦健人
- 甲斐優斗
- 高橋慶帆